# Велика Малишка
Велика Мали́шка (каз. Большая Малышка) — село у складі Кизилжарського району Північноказахстанської області Казахстану. Адміністративний центр Березівського сільського округу.
Населення — 939 осіб (2021; 1022 у 2009, 1160 у 1999, 2109 у 1989).
Національний склад станом на 1989 рік:
- росіяни — 70 %.